# Френк Вилчек
Френк Ентони Вилчек (енгл. Frank Anthony Wilczek; Миниола, 15. мај 1951) је амерички теоријски физичар и математичар, који је 2004. године, заједно са Дејвидом Гросом и Хјуом Полицером, добио Нобелову награду за физику „за откриће асимптотске слободе у теорији јаких интеракција”.